# Kövi Pál
Kövi Pál (Balassagyarmat 1924. április 9. – New York 1998. április 17.) agrármérnök, vendéglátóipari szakember, valamint labdarúgó.

## Élete
Iskoláit szülővárosában kezdte, itt is érettségizett 1942-ben, a Balassi Bálint Gimnáziumban. Középiskola után Kolozsváron, az agráripari egyetemen kezdett tanulni, de az érkező front miatt 1944-ben visszatért Balassagyarmatra. A világháború után Keszthelyen fejezte be. Az egyetem után Földművelésügyi Minisztériumi tisztségviselő mellett labdarúgó is volt, a Balassagyarmati MTE-ben is játszott.
1947-ben két labdarúgó társával, Vadkerti Jenővel és Sallói Aladárral együtt Olaszországba távozott, kiutazásában Greguss Zoltán, Kövi színészbarátja segített. Olaszországban először a Foggia, majd az AS Roma játékosa lett. Olaszországi tartózkodása alatt egy római étterem vezetője is volt.
1950-ben családjával az Egyesült Államokba költözött, ahol szállodai és vendéglátói diplomát szerzett. New Yorkban Margittai Tamás üzlettársa lett, és 1966-ban megvásárolták a Four Seasons (Négy Évszak) éttermet. Az ekkor útnak indult nouvelle cuisine új étkezési kultúrát Kövi és Margittai felismerve alakították át a Four Season éttermet. 1980-ban megjelent Kövi Erdélyi lakoma című receptes könyve. A közös éttermet végül 1995-ben eladták.
Kövi Pál 1998. április 17-én New Yorkban meghalt, hamvait június 27-én temették el a balassagyarmati temetőben. Halála után Balassagyarmat Város Önkormányzata Balassagyarmat díszpolgára posztumusz kitüntetésben részesítette, illetve a The New York Times hosszú cikkben emlékezett meg róla.

## Művei
- Tom Margittai, Paul Kovi. The Four Seasons. A restaurant. Recipes created by chef Josef Seppi Renggli (angol nyelven). New York: Simon and Schuster (1980)
- Kövi Pál. Erdélyi lakoma. Bukarest: Kriterion (1981)
- Paul Kovi.szerk.: Kim Honig: Paul Kovi's Transylvanian cuisine, ford. Clara Gyorgyey (angol nyelven), New York: Crown (1985)
- Kövi Pál. Erdélyi lakoma, 2. átdolgozott, javított kiadás (magyar nyelven), Budapest: Corvina (1987). ISBN 963132284X
- Kövi Pál. Erdélyi lakoma. Történelmi szakácskönyv, 3 javított, átdolgozott kiadás (magyar nyelven), Budapest: Ferenczy (1998). ISBN 963-857-992-7
- Kövi Pál. Erdélyi lakoma (magyar nyelven). Budapest: Palatinus (2005). ISBN 963-9587-76-2
- Erdélyi lakoma újratöltve. Irodalmi szakácskönyv; összeáll., szerk. Cserna-Szabó András; Helikon, Bp., 2019

## Emlékezete
Balassagyarmaton, az Ipoly-parti sport- és szabadidőcentrumban épült új BSE-pályát és a hozzá tartozó épületet Kövi Pál Sportközpontnak nevezte el a város 2015-ben.